# Костянтинівка (Кам'янський район)
Костянтинівка (рос. Константиновка; рум. Constantinovca) — село в Кам'янському районі в Молдові (Придністров'ї). Входить до складу Валя-Адинської сільської ради.

## Населення
За даними перепису 2004 року в селі проживало 240 осіб, з яких 90% складали українці, 5,4% — молдовани, 4,2% — росіяни, а 0,4% — інші національності.